# Pentagona
Pentagona is een geslacht van uitgestorven kreeftachtigen uit de klasse van de Ostracoda (mosselkreeftjes).

## Soorten
- Pentagona brevihistiata Schallreuter, 1990 †
- Pentagona joehviensis (Sarv, 1959) Schallreuter, 1966 †
- Pentagona nova Sidaravichiene, 1992 †
- Pentagona pentagona (Jaanusson, 1957) Schallreuter, 1964 †
- Pentagona prominesca (Sarv, 1959) Ivanova, 1990 †
- Pentagona tuberculata Sidaravichiene, 1992 †
- Pentagona veloreducta Schallreuter, 1967 †